# 1997年香港
|        | 香港歷史 \| 香港歷史年表                                                                                                   |
| 世紀： | 19世紀香港 \| 20世紀香港 \| 21世紀香港                                                                                     |
| 年代： | 1960年代香港 \| 1970年代香港 \| 1980年代香港 \| 1990年代香港 \| 2000年代香港 \| 2010年代香港 \| 2020年代香港               |
| 年份： | 1993年香港 \| 1994年香港 \| 1995年香港 \| 1996年香港 \| 1997年香港 \| 1998年香港 \| 1999年香港 \| 2000年香港 \| 2001年香港 |
| 紀年： | 丁丑年（牛年）、香港開埠156周年、香港重光52周年、香港回歸之年                                                              |

## 政府

### 行政

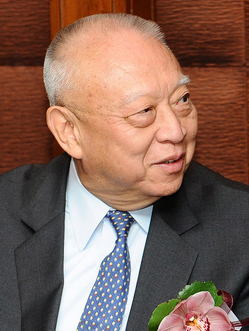
行政長官：董建華
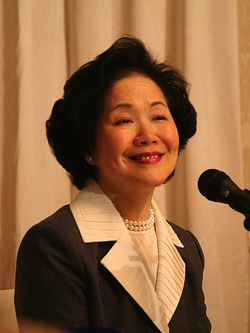
政務司司長：陳方安生
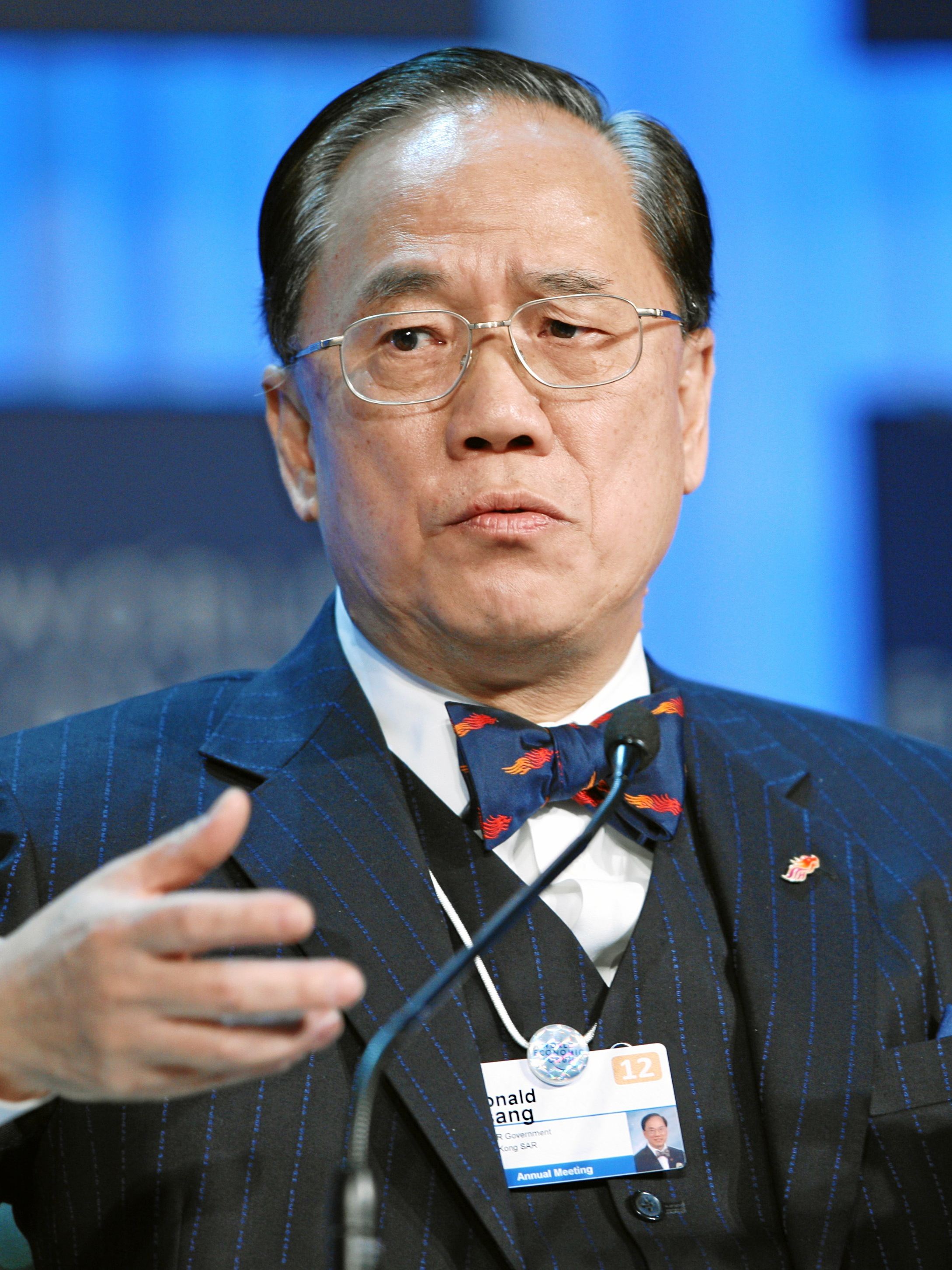
財政司司長：曾蔭權
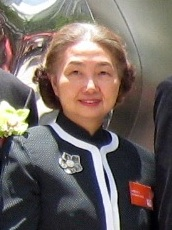
律政司司長：梁愛詩

### 立法

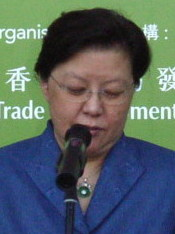
臨時立法會主席：范徐麗泰

### 司法

終審法院首席法官：李國能

### 成員變動

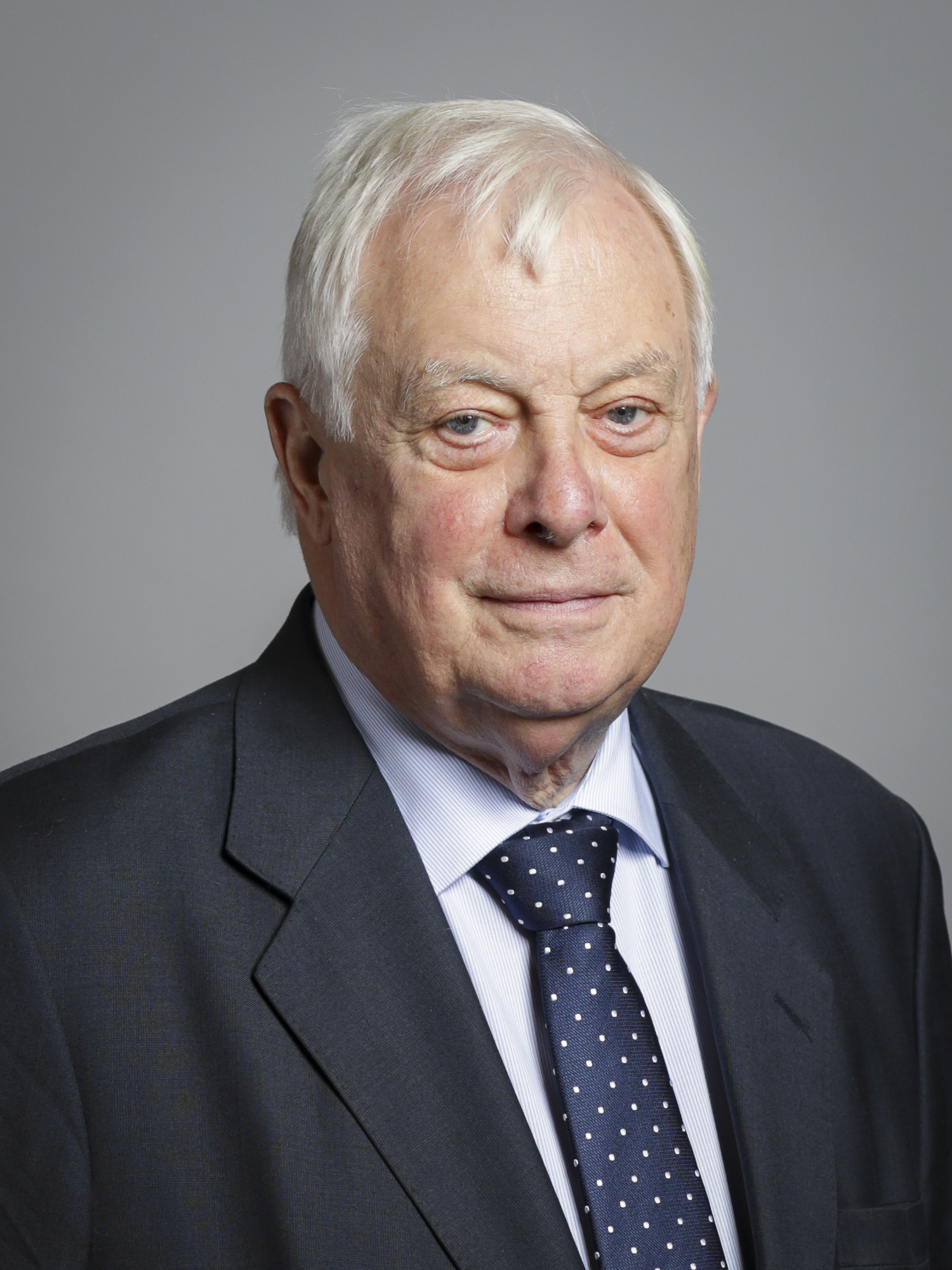
香港總督：彭定康（末任）
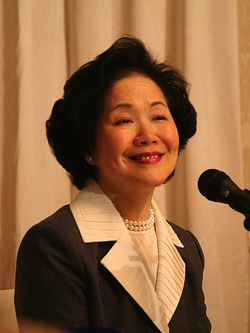
布政司：陳方安生（轉任政務司司長）

## 大事記

### 1月
- 1月3日：白石船民中心準備關閉，千多名船民陸續遷往萬宜船民中心。
- 1月7日：飛鵝山發生山火，焚毀25萬平方米林木。
- 1月11日：無綫電視台慶節目被指內容不雅､淫褻及低俗，廣管局接獲57宗投訴，判罰無綫10萬元。[1]
- 1月15日：政府公佈打擊炒樓措施。
- 1月19日：油麻地果欄發生三級火，燒毀生果批發倉。
- 1月21日：剛卸任法務部長的馬英九首次訪港，到廣華醫院找尋自己出生的紀錄。[2]
- 1月25日：臨時立法會在深圳舉行首次會議，其後臨時立法會及其屬下委員會所有會議均在深圳舉行，直至6月30日[3]:11。尖沙咀寶勒巷一間卡拉OK被縱火，列為三級火[4]，釀成17死13傷。（詳見尖沙咀卡拉OK縱火案）[5]被中國大陸囚禁的香港記者席揚當日獲提前假釋返回香港。郵政署同日發行1997年版香港通用郵票，並停售舊款有英女皇頭像的郵票。

### 2月
- 2月7日：尖沙咀農曆新年花車巡遊發生意外，由香港明天更好基金贊助，掛滿特區區徽和區旗的花車疑因車內積存過量氮氣導致司機昏厥，車輛失控撞向人群，一名英籍女遊客捲入車底死亡及三十二人受傷。[5]
- 2月10日：
  - 青山灣避風塘發生大火，兩艘船被焚毀。
  - 赤鱲角新機場的南跑道完成第一次校飛，時任財政司曾蔭權亦有份乘搭試飛專機，前往機場工地視察。
- 2月12日：香港仔石排灣邨第4座4樓弒母案，長年沒有依時服藥的兇手劉榮華因受電視殺人片段刺激，加上拒絕服藥，於寓所內先後將其76歲母親暴打及斬首。
- 2月20日：西九龍快速公路及葵涌高架道路通車。候任行政長官董建華公佈特區政府主要官員名單。
- 2月24日：黃大仙龍翔道發生火燒車事件， 焚毀160多輛電單車，另有3人受傷。
- 2月25日：香港公開進修學院升格為香港公開大學。
- 2月26日：天水圍有8間學校受不明氣體侵襲，43人不適送院。環境保護署事後調查證實，氣體來自懲教署和警方機動部隊於青山練靶場發射的催淚彈，沿西南風吹向元朗。

### 3月
- 3月2日：警方於沙田城門河畔揭發一宗木箱藏屍案，其後被證實與1996年至1997年間的歡場屠夫案有關。[6]
- 3月5日：總督彭定康巡視南丫島榕樹灣及大嶼山梅窩。
- 3月8日：港督府於主權移交前最後一次向公眾開放，2天的參觀人數近10萬。
- 3月10日：
  - 衛生署在市面出售的牛肉中首度發現有O157大腸桿菌。
  - 涉及多宗械劫案、於上一年從內地潛逃回港時被生擒的罪犯葉繼歡被判入獄30年。
- 3月12日：財政司曾蔭權宣讀1997年至1998年度財政預算案。
- 3月16日：廉政公署搗破一個涉嫌造馬的犯罪集團，拘捕30多人。
- 3月17日：早上十時許，一輛行走98A線的斯堪尼亞N113（AS5，車牌號碼GV9197）在將軍澳寶琳北路被一輛泥頭車撞及車尾，12人受傷。
- 3月20日：來往落馬洲及皇崗的皇巴士正式通車。
- 3月25日：政府拍賣小西灣及何文田商住地皮，庫房進帳132.2億港元，其中前者成交金額達118.2億港元，為史上最高。

### 4月
- 4月1日：荔園正式結業。
- 4月2日：尖沙咀碼頭巴士總站一輛7號巴士上，有乘客發現疑似沙林毒氣裝置後通知車長，消防處丶警方隨即響應到場處理，警方爆炸品處理課人員穿上化學保護袍登上該巴士處理，後證實為一場虛驚。
- 4月3日：北大嶼山快速公路東涌段完工。
- 4月4日：葵芳有託兒所爆發食物中毒，33名學童不適。
- 4月8日，美孚新邨發生因住客吸煙而導致的三級大火[7]，造成9死36傷。[5]
- 4月11日：昂船洲海軍基地關閉。
- 4月15日：維多利亞港西部發生雙體船撞渡輪事件，造成27人受傷。
- 4月19日：總督彭定康在港督府主持最後一次授勳儀式。
- 4月20日：一名英軍與34歲澳洲籍地盤工程經理死者在灣仔酒吧發生爭執，英軍先在酒吧內打了死者兩拳，再在酒吧外打他的太陽穴一拳，死者中拳倒地，延醫9日後因腦內出血死亡。
- 4月21日：40名駐港解放軍先遣部隊抵達香港。
- 4月22日：入境處聯同消防處、警方和社署共30人採取行動，將一名非法入境居留的8歲女童及其過期居留的母親遣返內地。[8]
- 4月23日：聯交所理事會前副主席陳葆心涉嫌貪污受審。
- 4月24日：
  - 一輛行走690線的利蘭奧林比安（3BL74，車牌號碼DH5964）在將軍澳道及鯉魚門道交界疑因路面濕滑，車尾撞向將軍澳道橋躉。肇事巴士事後因損毀嚴重而不獲修復，提早退役。
  - 筲箕灣有女精神病者縱火焚家，釀成5死4傷。
- 4月27日：青嶼幹線落成，由前英國首相戴卓爾夫人、香港總督彭定康主持通車儀式。
- 4月30日，西區海底隧道正式通車，是香港第三條過海隧道。

### 5月
- 5月：香港出現全球首宗人類感染禽流感死亡個案。
- 5月4日：民權黨及社會民主陣線分別成立。
- 5月9日：德國總理赫爾穆特·高爾訪問香港。
- 5月11日：
  - 大坑京街3號5樓兇殺案。
  - 青嶼幹線舉行公益金百萬行，約八萬人參加。
- 5月14日，秀茂坪發生童黨燒屍案，16歲少年陸志偉疑因出賣其所屬童黨成員，被他們誘騙到秀茂坪邨一個單位內毆打至死，並被搬往附近的垃圾房棄屍。（詳見秀茂坪童黨燒屍案）
- 5月17日：總督彭定康最後一次返倫敦述職。香港爆發霍亂疫潮，12人受感染，政府表示會採取措施嚴防蔓延。
- 5月19日：
  - 香港代表隊在釜山東亞運動會共獲一金五銀四銅的獎牌，為主權移交前最後一次參加綜合運動會。
  - 王家衛憑《春光乍洩》在第50屆康城電影節獲最佳導演獎。
  - 首班京九直通車抵達香港，首班滬九直通車亦於次日抵達。
- 5月20日：
  - 運頭塘邨運亨樓2102室床櫃藏屍案
  - 北京控股（港交所：0392）上市，掀起認購熱潮。
- 5月21日：
  - 旺角西洋菜南街卡拉OK夜總會命案
  - 竹園邨發生三級火警。
- 5月22日：
  - 元朗八鄉大窩村1名男子因金錢問題殺死1名女子。[9]
  - 8號幹線首期竣工。青嶼幹線亦正式通車。
- 5月26日：港進聯與自民聯正式合併。同日釣魚台號首度由香港抵達釣魚台海域宣示主權，與日本軍艦發生輕微碰撞。

### 6月
- 6月2日：昂船洲污水處理廠完工。
- 6月4日：香港從3日晚上至4日早上連場暴雨，天文台發出紅色暴雨警告信號，但教育署在信號發出後3小時多才宣佈停課，引起學生和家長強烈不滿。暴雨造成37宗山泥傾瀉，在九華徑有木屋被山泥淹埋，1人死亡。[10]
- 6月7日：太古城兩名男子被狂漢砍斬，一死一重傷。
- 6月11日：
  - 中華電力宣佈計劃裁員千多人。首屆香港國際影視展在會展舉辦，有七十多家公司參展。
  - 總督彭定康乘搭政府飛行服務隊定翼機，前赴赤鱲角新機場工地，對包括一號客運大樓進行視察。
- 6月14日：香港會議展覽中心二期落成啟用。同日，香港臨時立法會三讀通過《公安條例》及《社團條例》之修訂草案。
- 6月15日：英皇御准香港賽馬會舉行主權移交前最後一次賽馬。
- 6月16日：白石船民中心關閉。
- 6月21日：一輛由元朗往屯門碼頭的香港輕鐵615號和720號於兆康站相撞，29人受傷。同日，總督彭定康為東涌新市鎮主持開幕儀式。
- 6月23日：黃大仙翠竹花園發現一名婦女陪伴亡夫屍體兩年多的案件。同日英國皇家遊艇不列顛尼亞號駛入香港。
- 6月24日：總督彭定康主持最後一次行政局會議。
- 6月28日：立法局結束最後一次會議。
- 6月29日：屯門安定邨倫常慘案，為英屬香港時代的最後一宗命案，與港英時代已知的第一宗命案（徐亞保案）相距148年又4個月。
- 6月30日：金鐘添馬艦舉行英方告別儀式，英國結束對香港150多年殖民地管治。

### 7月
- 7月1日：
  - 柴灣翠灣邨翠寧樓14樓命案，為主權移交後香港第一宗命案。
  - 香港主權移交，香港特別行政區成立。同日香港特別行政區護照開始簽發。
- 7月3日：香港連場暴雨，天文台於凌晨零時發出紅色暴雨警告信號歷時9小時半，是1992年設立暴雨警告信號系統以來最長的一次。全港共發生220多宗山泥傾瀉和水浸。青山公路汀九麗都灣一段因山泥傾瀉而封閉；凌晨時份屯門公路近麗城花園一段東西行都被大量沙石和洪水淹浸，路面變成激流，交通嚴重受阻，巴士乘客要下車涉水逃生[11]。
- 7月8日：行政會議落實1998年立法會選舉辦法，20個地區議席將採用比例代表制產生。此制度一直維持至2021年香港政治制度改革才被廢除。
- 7月13日：《1997年度香港小姐競選》決賽，選出季軍佘詩曼，開始了她長達20多年TVB視后之路。
- 7月14日：為期三個多月的麻疹疫苗加強劑注射運動正式展開，衛生署在此期間為全香港年齡介乎1歲至19歲的兒童及青少年免費注射一劑麻疹腮腺炎德國麻疹混合疫苗。
- 7月18日：北角發生塌簷蓬意外。
- 7月19日：1人於筲箕灣被殺，疑兇23日因吸食過量海洛英,暴屍於西環海旁，兇手與6月太古城命案有關[12]。
- 7月20日：九巴一部巴士於九龍塘窩打老道上斜時發生火警，無人受傷。
- 7月27日：《新晚報》停刊。
- 7月28日：上水坑頭村士多尋仇兇殺案。

### 8月
- 8月2日：颱風維克托襲港，風暴中心更橫過剛通車的青馬大橋，天文台懸掛十四年來首次九號烈風或暴風增強信號，1死58傷。這次亦是香港主權移交以後，天文台首次發出一號、三號、八號及九號風球。
- 8月4日：
  - 晚上七時許，一輛行走95M線的丹尼士巨龍（S3N62，車牌號碼DN605）在寶琳路康盛花園巴士站停站時，車長接獲乘客通知車尾冒煙，經檢查後疏散乘客及報警，再利用滅火筒救火。消防接報到場後將火救熄，經初步調查後懷疑機件過熱起火，事件中無人受傷。
  - 大埔廣場停車場男童被殺案。
- 8月10日：瑪麗醫院發生醫療事故，一名車禍O型血傷者被先後輸錯A型及B型血液死亡。
- 8月15日：菲律賓馬尼拉灣一艘觀光船翻沉，造成七名香港遊客死亡。
- 8月28日：中環發生致命交通意外，一輛私家車失控由雲咸街直衝皇后大道中行人路上人群，造成三死十傷。[5]

### 9月
- 9月1日：八達通系統正式啟動。
- 9月2日：九巴一架203線單層巴士(AM97 EV9984)疑因閃避另一輛102線巴士(3AV GN8326)於旺角彌敦道右轉旺角道時撞入糖果店，1死12傷。[5]
- 9月7日：晚上十一時許，一輛行走93M線的丹尼士喝采（N286，車牌號碼CR2358）在寶琳路與一輛失控越線的私家車相撞，私家車司機受傷。
- 9月16日：一輛行走42線往順利方向的利蘭奧林比安（3BL21，車牌號碼DA6505）在界限街近基堤道疑天雨路滑下失控，撞毀鐵欄並衝上人行道，尾隨私家車撞向巴士車尾，無人受傷。
- 9月20日：總理李鵬訪問香港。
- 9月23日：香港舉行世界銀行國際貨幣基金組織年會，出席人士包括副總理朱鎔基。
- 9月25日：教育署宣佈由下個學年起推行母語教學政策。

### 10月
- 10月1日：香港特別行政區慶祝回歸後首個國慶日。
- 10月8日：行政長官董建華發表首份施政報告。
- 10月15日：黃金寶於上海第八屆全運會獲得男子180公里單車公路賽金牌。
- 10月17日：早上，一輛空載的丹尼士巨龍（S3N365，車牌號碼GA5685）在葵青路撞向石壆，再遭一輛運油車撞及車尾，兩車司機受傷。
- 10月20日：元朗怡豐大廈命案。
- 10月23日：受亞洲金融風暴影響，香港恆生指數大跌1,211.47點。
- 10月28日：香港恆生指數再度崩跌1,621.80點，跌破9 000點大關。
- 10月29日：挪威國王哈拉爾五世與皇后訪問香港。

### 11月
- 11月1日：香港仔警署內一名因沒有攜帶身份證外出而被捕、並正接受調查的24歲男子，被患有精神病的27歲警員尤振星連開4槍擊斃。尤振星事後被控謀殺，後改以誤殺罪被判囚終身。
- 11月10日：港基國際銀行爆發擠提，被提走16億港元。
- 11月15日：美孚新邨上海食店冰毒果汁案。
- 11月20日：波蘭總統克瓦希涅夫斯基訪問香港。
- 11月21日：八佰伴分店全線結業。
- 11月24日：聖安娜餅店爆發擠提事件，大批餅券被兌現。
- 11月25日：長沙灣賽馬會診所發現部分供兒童接種疫苗後作退燒用的60毫升裝藥水混有漱口水，並分發給共146名病人；事後衛生署成立專責小組檢討該診所藥房的配藥程序及做法。

### 12月
- 12月2日：中英聯合聯絡小組於北京進行主權移交後的首次會議，討論越南船民問題等事宜。
- 12月4日：大埔道發生山埃從車上翻滾事故。
- 12月9日：行政長官董建華首次到北京述職。
- 12月23日：為防範禽流感，香港暫停輸入中國大陸之活雞。
- 12月29日：為防範禽流感，政府開始銷毀香港超過100萬隻活雞。
- 12月30日：政府公佈香港授勳及嘉獎制度。

- 日期不詳：王巧首日擔任有線新聞主播，開始了她長達20多年有線新聞主播之路。

## 公眾假期
1. 1月1日（星期三）：元旦
2. 2月6日（星期四）：農曆年初一之前一日（2月9日（星期日）農曆年初三補假）
3. 2月7日（星期五）：農曆年初一
4. 2月8日（星期六）：農曆年初二
5. 2月9日（星期日）：農曆年初三
6. 3月28日（星期五）：耶穌受難節
7. 3月29日（星期六）：耶穌受難節翌日
8. 3月31日（星期一）：復活節星期一
9. 4月5日（星期六）：清明節
10. 6月9日（星期一）：端午節
11. 6月28日（星期六）：英女皇壽辰（第四個星期六）
12. 6月30日（星期一）：英女皇壽辰後第一個星期一
13. 7月1日（星期二）：香港特別行政區成立紀念日
14. 7月2日（星期三）：香港特別行政區成立紀念日翌日（唯一一年不是星期日補假（即自己本身是星期一）的香港特別行政區成立紀念日翌日；連同星期日連續放5天，成為罕見也是至今唯一一次6月-7月之間出現連續四天或以上的假期）
15. 8月18日（星期一）：抗日戰爭勝利紀念日
16. 9月17日（星期三）：中秋節翌日
17. 10月1日（星期三）：國慶日
18. 10月2日（星期四）：國慶日翌日
19. 10月10日（星期五）：重陽節
20. 12月25日（星期四）：聖誕節
21. 12月26日（星期五）：聖誕節後第一個週日

共有20個假期（不包括星期日），也是至今最多假期的年份。

## 出生
- 1月21日，呂爵安，香港藝人，男子音樂組合Mirror成員
- 1月24日，麥詩晴，香港藝人，《2020香港小姐競選》十強佳麗
- 5月24日，劉穎璇，香港藝人，《2016香港小姐競選》亞軍
- 6月30日，丁子朗，香港藝人（香港主權移交前最後出生的香港藝人）
- 7月5日：雲浩影，香港藝人（香港主權移交後最早出生的香港藝人）
- 8月5日：潘曉穎，其死亡事件間接觸發2019年反對逃犯條例修訂草案運動
- 8月7日：趙展彤，香港藝人，女子音樂組合STRAYZ隊長
- 8月13日：周梓樂，於2019年反對逃犯條例修訂草案運動中被發現離奇墮樓身亡
- 8月25日: 曾維誠：香港網絡紅人，網名「勇狗」。曾因多次出位行為及於九龍城撥水節期間使用水槍針對香港警察及無綫新聞記者射水而於香港網絡界打響名堂。
- 9月27日：黃子悅，前學民思潮發言人
- 10月5日：郭柏妍，香港藝人，《2020香港小姐競選》季軍

## 逝世
- 1月14日：胡金銓（64歲），香港電影導演。
- 3月30日：廖瑤珠（62歲），香港律師，全國人大港區代表。
- 4月21日：新馬師曾（80歲），香港粵劇及喜劇演員。
- 6月4日：黃秉槐（60歲），香港市政局議員、香港立法局議員。
- 9月8日：于占元（92歲），為京劇名武生，乃知名武戲教席兼後台武戲管事。
- 11月8日：林正英（44歲），香港演員及武術指導，以扮演殭屍片的道長而見稱。

## 外部連結
- 九七年香港大事回顧（页面存档备份，存于），無綫電視，1997年12月28日